# Herrarnas höga hopp i simhopp vid olympiska sommarspelen 1980
Herrarnas höga hopp i de olympiska simhoppstävlingarna vid de olympiska sommarspelen 1980 hölls den 27-28 juli i Olimpiysky Sports Complex.

## Medaljörer
| Event              | Guld                      | Silver                          | Brons                             |
| 10 meter höga hopp | Östtyskland Falk Hoffmann | Sovjetunionen Uladzimir Alejnik | Sovjetunionen Davit Hambardzumjan |

## Resultat
| Placering | Hoppare                      | Kval   | Kval      | Final            | Final            | Final            | Final            |
| Placering | Hoppare                      | Poäng  | Placering | Poäng            | Placering        | ½ kval,          | Totalt           |
| --------- | ---------------------------- | ------ | --------- | ---------------- | ---------------- | ---------------- | ---------------- |
| 1         | Falk Hoffmann (GDR)          | 546,12 | 1         | 562,590          | 1                | 273,060          | 835,650          |
| 2         | Uladzimir Alejnik (URS)      | 539,07 | 2         | 550,170          | 4                | 269,535          | 819,705          |
| 3         | Davit Hambardzumjan (URS)    | 518,82 | 4         | 558,030          | 2                | 259,410          | 817,440          |
| 4         | Carlos Girón (MEX)           | 515,37 | 5         | 552,120          | 3                | 257,685          | 809,805          |
| 5         | Dieter Waskow (GDR)          | 515,16 | 6         | 545,220          | 5                | 257,580          | 802,800          |
| 6         | Thomas Knuths (GDR)          | 521,01 | 3         | 523,470          | 7                | 260,505          | 783,975          |
| 7         | Sergej Nemtsanov (URS)       | 487,20 | 8         | 532,260          | 6                | 243,600          | 775,860          |
| 8         | Niki Stajković (AUT)         | 493,89 | 7         | 478,200          | 8                | 246,945          | 725,145          |
| 9         | Christopher Snode (GBR)      | 468,21 | 9         | Gick inte vidare | Gick inte vidare | Gick inte vidare | Gick inte vidare |
| 10        | Claus Thomsen (DEN)          | 467,76 | 10        | Gick inte vidare | Gick inte vidare | Gick inte vidare | Gick inte vidare |
| 11        | Salvador Sobrino (MEX)       | 456,87 | 11        | Gick inte vidare | Gick inte vidare | Gick inte vidare | Gick inte vidare |
| 12        | Kenneth Grove (AUS)          | 447,12 | 12        | Gick inte vidare | Gick inte vidare | Gick inte vidare | Gick inte vidare |
| 13        | Alexandru Adrian Bagiu (ROU) | 436,02 | 13        | Gick inte vidare | Gick inte vidare | Gick inte vidare | Gick inte vidare |
| 14        | Némedi Károly (HUN)          | 429,75 | 14        | Gick inte vidare | Gick inte vidare | Gick inte vidare | Gick inte vidare |
| 15        | Francisco Rueda (MEX)        | 428,52 | 15        | Gick inte vidare | Gick inte vidare | Gick inte vidare | Gick inte vidare |
| 16        | Steve Foley (AUS)            | 427,44 | 16        | Gick inte vidare | Gick inte vidare | Gick inte vidare | Gick inte vidare |
| 17        | Radoslav Radev (BUL)         | 406,89 | 17        | Gick inte vidare | Gick inte vidare | Gick inte vidare | Gick inte vidare |
| 18        | Petar Georgiev (BUL)         | 391,32 | 18        | Gick inte vidare | Gick inte vidare | Gick inte vidare | Gick inte vidare |
| 19        | Martyn Brown (GBR)           | 380,91 | 19        | Gick inte vidare | Gick inte vidare | Gick inte vidare | Gick inte vidare |
| 20        | Milton Machado (BRA)         | 373,06 | 20        | Gick inte vidare | Gick inte vidare | Gick inte vidare | Gick inte vidare |
| 21        | Cesar Augusto Jiménez (DOM)  | 369,09 | 21        | Gick inte vidare | Gick inte vidare | Gick inte vidare | Gick inte vidare |
| 22        | David Parrington (ZIM)       | 356,76 | 22        | Gick inte vidare | Gick inte vidare | Gick inte vidare | Gick inte vidare |
| 23        | Abdullah Mayouf (KUW)        | 326,34 | 23        | Gick inte vidare | Gick inte vidare | Gick inte vidare | Gick inte vidare |